# Europejski challenge juniorów w curlingu
Europejski challenge juniorów w curlingu – zawody curlingowe rozgrywane w latach 2005–2015. Stanowiły europejskie eliminacje do mistrzostw świata juniorów. Brały w nich udział te reprezentacje, które nie miały jeszcze zapewnionego miejsca w MŚJ. Challenge rozgrywany był w styczniu, 11 turniejów odbyło się w trzech miejscach: Tårnby, Pradze i Lohji. Od 2016 zostaną zastąpione, wraz z mistrzostwami Azji i strefy Pacyfiku, mistrzostwami świata juniorów grupy B.
Jeśli mistrzostwa świata rozgrywane były w Ameryce, awans uzyskiwały dwie czołowe drużyny. W przeciwnym wypadku prawo uczestnictwa w MŚ otrzymywał tylko zwycięzca challenge'u.
Najwyższym miejscem zajętym przez reprezentację Polski w challenge'u jest drugie. Drużyna Kamila Wachulaka przegrała finał challenge'u 2008 z Czechami i nie uzyskała awansu do mistrzostw świata.

## Wyniki

### Kobiety
| Rok  | Kraj      | Miasto | Liczba drużyn | Złoto                                                                                                | Srebro | Brąz |
| ---- | --------- | ------ | ------------- | --- | --- | --- |
| 2005 | Dania     | Tårnby | 6             | Rosja · Ludmiła Priwiwkowa, Jekatierina Gałkina, Margarita Fomina, Angela Tuwajewa, Nkeiruka Ezekh   | Niemcy · Juliane Jacoby, Franzi Fischer, Anne-Christine Barthel, Lisa Stangier, Frederike Templin             | Czechy · Šárka Doudová, Eva Štampachová, Michala Souhradová, Eva Seifertová, Anna Cermanová                                                                                 |
| 2006 | Czechy    | Praga  | 8             | Szkocja · Kerry Barr, Lauren Johnston, Linsey Spence, Jennifer Priestley, Sarah Reid                 | Finlandia · Paivi Salonen, Heidi Hossi, Tiina Kölhi, Sanna Puustinen, Oona Kauste                             | Włochy · Georgia Apollonio, Elettra De Col, Anna Ghiretti, Giorgia Casagrande, Guilia Dal Pont                                                                              |
| 2007 | Dania     | Tårnby | 8             | Włochy · Georgia Apollonio, Elettra De Col, Guilia Dal Pont, Giorgia Casagrande, Lucrezia Salvai     | Czechy · Anna Kubeškova, Linda Klímová, Tereza Pliškova, Michaela Nádherová, Luisa Illková                    | Szwecja · Emma Sunding, Emma Berg, Elin Mårtensson, Daniela Svantesson, Malin Landin                                                                                        |
| 2008 | Czechy    | Praga  | 8             | Niemcy · Frederike Templin, Pia-Lisa Schöll, Ann-Kathrin Bastian, Simone Ackermann, Sandra Gollinger | Włochy · Georgia Apollonio, Chiara Zanotelli, Federica Apollonio, Giada Mosaner, Isidora Quaglio              | Czechy · Anna Kubeškova, Linda Klímová, Tereza Pliškova, Michaela Nádherová, Kamila Mošová                                                                                  |
| 2009 | Dania     | Tårnby | 11            | Francja · Marie Coulout, Solène Coulot, Anna Li, Manon Humbert                                       | Czechy · Anna Kubeškova, Linda Klímová, Tereza Pliškova, Eliška Jalovcová, Martina Strnadová                  | Włochy · Georgia Apollonio, Chiara Zanotelli, Federica Apollonio, Giada Mosaner, Stefania Menardi                                                                           |
| 2010 | Czechy    | Praga  | 10            | Niemcy · Corinna Scholz, Martina Linder, Leah Andrews, Angelina Terrey, Sina Hiltensberger           | Dania · Stephanie Nielsen, Christine Svensen, Jannie Gundry, Ivana Bratic, Cecilie Hygom                      | Norwegia · Anneline Skårsmoen, Eli Moen Skaslien, Kjersti Husby, Pia Trulsen, Kristine Davanger                                                                             |
| 2011 | Czechy    | Praga  | 9             | Norwegia · Kristine Davanger, Pia Trulsen, Nora Hilding, Julie Kjær Molnar, Marie Odnes              | Niemcy · Martina Linde, Pia-Lisa Schöll, Angelina Terrey, Sina Hiltensberger, Sandra Gollinger                | Włochy · Laura Gualtiero, Giada Mosamer, Veronica Zappone, Lucrezia Laurenti, Sara Levetti                                                                                  |
| 2012 | Dania     | Tårnby | 9             | Włochy · Federica Apollonio, Giada Mosaner, Chiara Zanotelli, Stefania Menardi, Anastasia Mosca      | Dania · Stephanie R. Nielsen, Jannie Gundry, Christine Svensen, Natacha H. Glenstrøm, Charlotte T. Clemmensen | Anglia · Anna Fowler, Hetty Garnier, Naomi Robinson, Lauren Pearce, Lucy Shears                                                                                             |
| 2013 | Czechy    | Praga  | 12            | Dania · Stephanie Risdal Nielsen, Jannie Gundry, Catrine Edelskov, Isabella Clemmensen, Julie Høgh   | Węgry · Dorottya Palancsa, Henrietta Miklai, Ágnes Szentannai, Tímea Nagy, Vera Kalocsai                      | Niemcy · Aylin Lutz, Frederike Manner, Nicole Muskatewitz, Claudia Beer, Maike Beer · Włochy · Veronica Zappone, Sara Levetti, Elisa Patono, Arianna Losano, Denise Pimpini |
| 2014 | Finlandia | Lohja  | 12            | Włochy · Veronica Zappone, Elisa Patono, Martina Bronsino, Arianna Losano, Angela Romei              | Węgry · Dorottya Palancsa, Ágnes Szentannai, Zsanett Gunzinam, Henrietta Miklai, Vera Kalocsai                | Anglia · Hetty Garnier, Angharad Ward, Naomi Robinson, Lucy Sparks, Niamh Fenton                                                                                            |
| 2015 | Czechy    | Praga  | 14            | Anglia · Hetty Garnier, Angharad Ward, Naomi Robinson, Lucy Sparks, Niamh Fenton                     | Turcja · Dilsat Yildiz, Semiha Konuksever, Feyza Konuksever, Berivan Polat, Zeynep Özmen                      | Węgry · Dorottya Palancsa, Agnes Szentannai, Vera Kalocsai, Nikolett Sándor                                                                                                 |

### Mężczyźni
| Rok  | Kraj      | Miasto | Liczba drużyn | Złoto                                                                                               | Srebro | Brąz |
| ---- | --------- | ------ | ------------- | --------------------------------------------------------------------------------------------------- | --- | --- |
| 2005 | Dania     | Tårnby | 8             | Dania · Kenneth Jørgensen, Rasmus Stjerne, Mikkel Munch Krause, Dennis Hansen, Mikkel Adrup Poulsen | Francja · Wilfrid Coulot, Amanly Pernette, Romain Borini, Alexandre Ceriovi                                                       | Czechy · Petr Šulc, Jan Samueli, Luděk Munzar, Jakub Bareš, Ondřej Hurtík |
| 2006 | Czechy    | Praga  | 12            | Włochy · Giorgio da Rin, Silvio Zanotelli, Davide Zanotelli, Lorenzo Olivieri, Simone Gonin         | Rosja · Artem Boldusev, Petr Dron, Anton Kalalb, Alexei Stukalskiy, Andrei Drosdov                                                | Czechy · Ondřej Hurtík, Jakub Bareš, Jiří Candra, Michal Láznička, Kryštof Chaloupek · Niemcy · Severin Walter, Manuel Walter, Patrick Benz, Hans-Christoph Daase, Malte Zeller                           |
| 2007 | Dania     | Tårnby | 12            | Niemcy · Daniel Neuner, Florian Zahler, Johannes Glaser, Dominik Greindl                            | Czechy · Jakub Bareš, Jiří Candra, Martin Hejhal, Martin Štěpánek, Ondřej Hurtík                                                  | Włochy · Giorgio da Rin, Silvio Zanotelli, Davide Zanotelli, Massimo Micheli, Mirco Ferretti |
| 2008 | Czechy    | Praga  | 12            | Czechy · Kryštof Chaloupek, Michal Vojtuš, Martin Hejhal, David Jirounek, Jakub Bareš               | Polska · Kamil Wachulak, Andrzej Augustyniak, Dorian Łebzuch, Przemysław Boszczyk                                                 | Francja · Joffrey Vincent, Guillaume Vincent, Rodolphe Vincent, Frédéric Buttoudin, Antoine Chambel · Rosja · Andriej Drozdow, Roman Kutuzow, Aleksiej Stukalski, Walentin Diemienkow, Aleksandr Kozyriew |
| 2009 | Dania     | Tårnby | 13            | Szkocja · Glen Muirhead, Greg Drummond, Scott MacLeod, Scott Andrews, Michael Goodfellow            | Rosja · Andriej Drozdow, Aleksiej Stukalski, Artiom Bołdusiew, Anton Kalalb, Walentin Diemienkow                                  | Francja · Joffrey Vincent, Guillaume Vincent, Rodolphe Vincent, Frédéric Buttoudin, Antoine Chambel |
| 2010 | Czechy    | Praga  | 13            | Finlandia · Iiro Sipola, Kasper Hakunti, Toni Ylhäinen, Oskar Ainola, Kalle Wallin                  | Francja · Joffrey Vincent, Guillaume Vincent, Rodolphe Vincent, Frédéric Buttoudin, Tom Berrin                                    | Czechy · Lukáš Klíma, Petr Král, Marek Černovsky, Samuel Mokriš, Jiří Deyl · Estonia · Eduard Veltsman, Aleksandr Vaganov, Janis Kiziridi, Mihhail Vlassov, Harri Lill                                    |
| 2011 | Czechy    | Praga  | 13            | Czechy · Lukáš Klíma, Marek Černovský, Jan Zelingr, Samuel Mokriš, Karel Klíma                      | Rosja · Artiom Szmakow, Jewgienij Archipow, Siergiej Głuchow, Aleksandr Badilin, Siergiej Manułyczew                              | Estonia · Harri Lill, Siim Sildnik, Eduard Veltsman, Karl Kukner, Mihhail Vlassov |
| 2012 | Dania     | Tårnby | 15            | Włochy · Andrea Pilzer, Amon Mosaner, Daniele Ferrazza, Roberto Arman, Sebastiano Arman             | Rosja · Jewgienij Arkipow, Siergiej Głuchow, Timur Gadzikanow, Artur Ali, Dmitrij Mironow                                         | Estonia · Harri Lill, Eduard Jakovlev, Robert-Kent Päll, Sander Rouk · Holandia · Diedrick Bontebal, Floyd Koelewijn, Laurens Hoekman, Wouter Gosgens, Ezra Wiebe                                         |
| 2013 | Czechy    | Praga  | 13            | Włochy · Andrea Pilzer, Amos Mosaner, Daniele Ferrazza, Roberto Arman, Sebastiano Arman             | Dania · Tobias Thune, Asmus Jørgensen, Thor Fehrenkamp, Fabian Thune, Oliver Søe                                                  | Estonia · Harri Lill, Robert-Kent Päll, Sander Rouk, Georgi Komarov, Eiko-Siim Peips · Holandia · Floyd Koelewijn, Laurens Hoekman, Daan van der Vooren, Wouter Gösgens, Ezra Wiebe                       |
| 2014 | Finlandia | Lohja  | 14            | Austria · Sebastian Wunderer, Mathias Genner, Martin Reichel, Lukas Kirchmair, Philipp Nothegger    | Holandia · Wouter Gösgens, Laurens Hoekman, Stefano Miog, Tobias van den Hurk, Joey Bruinsma                                      | Czechy · Marek Cernovsky, Jakub Splavec, Krystof Krupansky, Stepan Hron, Jan Zelingr |
| 2015 | Czechy    | Praga  | 18            | Rosja · Artur Ali, Timur Gadzikanow, Aleksandr Kuźmin, Pantelejmon Lappo, Michaił Waszkow           | Hiszpania · Sergio Vez Labrador, Mario Fernandez Rodriguez, Eduardo de Paz Cureses, Luis Domingo de San Leandro, Gontzal Garcia V | Turcja · Enes Taskesen, Adem Özdemir, Ugurcan Karagoz, Emre Karaman, Tunc Esenboga |